# サマンタ・ブリシオ
サマンタ・ブリシオ（Samantha Bricio、1994年11月22日 - ）はメキシコの女子バレーボール選手である。ポジションはアウトサイドヒッター。メキシコ代表。

## 来歴
メキシコのグアダラハラ出身。2009年、ユースの世界選手権に出場した。2010年にはシニアのメキシコ代表に初選出されると、中央アメリカ・カリブ海ゲームズにおいてベストスコアラー、ベストサーバーの2つの賞を受賞した。2011年のユース・パンアメリカンカップではベストスコアラーを受賞した。2012年に南カリフォルニア大学に進学した。2013年のパンアメリカンカップでベストスコアラーを受賞した。2015/16シーズンのホンダスポーツ賞のバレーボール部門にノミネートされた。2016/17シーズンからイタリアセリエＡの強豪Imoco Volleyでプレーし、レギュラーとして活躍した。2018年、世界選手権ではエースとして牽引した。2020-2022年、ロシアリーグのディナモ・カザンでプレイ。

## 球歴
- 世界選手権 - 2018年
- 東京オリンピック大陸間予選 - 2019年

## 受賞歴
- 2010年 中央アメリカ・カリブ海ゲームズ ベストスコアラー、ベストサーバー
- 2011年 ユースパンアメリカンカップ ベストスコアラー
- 2013年 パンアメリカンカップ ベストスコアラー

## 所属クラブ
- 南カリフォルニア大学
- イモコ・バレー・コネリアーノ（2016-2018年）
- フェネルバフチェ（2018-2019年）
- サヴィーノ・デルベーネ・スカンディッチ（2019-2020年）
- ディナモ・カザン（2020-2022年[4] ）